# Мизрахи, Ави
А́ви Мизра́хи (ивр. אבי מזרחי‎; полное имя: Авраа́м Мизра́хи (ивр. אברהם מזרחי‎); род. 26 декабря 1957, Кирьят-Ям, Израиль) — генерал-майор запаса Армии обороны Израиля; в последней армейской должности: Командующий Центральным военным округом армии (с октября 2009 по март 2012 года). С 2019 по 2024 год был генеральным директором израильской компании UVision Air Ltd, занимающейся разработкой, производством и продажей барражирующих боеприпасов.

## Биография
Ави Мизрахи родился в 1957 году в Кирьят-Яме, Израиль, в семье Аарона и Сары Мизрахи, выходцев из Турции. Окончил учёбу в военной школе-интернате при хайфской школе «Реали».

### Военная карьера
В 1975 году Мизрахи был призван на службу в Армии обороны Израиля, начал службу в разведывательной роте (ивр. פלס"ר‎) бригады «Голани».
Далее был переведён в бронетанковые войска. С 1978 по 1981 год командовал танковыми ротами в бронетанковых бригадах «Ишай» и «Бней Ор». Затем был заместителем командира танкового батальона «Сеара» в бронетанковой бригаде «Кфир», а в 1982 году окончил службу в армии.
До 1988 года работал в службе охраны Общей службы безопасности «ШАБАК» за рубежом.
В 1988 году вернулся на службу в армии и возглавил танковый батальон «Нахшон» бронетанковой бригады «Ишай». В 1990 году был назначен заместителем командира бронетанковой бригады «Бней Ор», а в 1991 году — командиром курса офицеров бронетанковых войск.
С ноября 1992 по октябрь 1994 года был командиром 679-й резервной бронетанковой бригады, исполняя также должность командира бронетанкового отделения в Центре учений сухопутных войск (ивр. באלי"ש‎).
В 1994 году был назначен командиром бронетанковой бригады «Иквот ха-Барзель», а с 1996 года был представителем израильских сухопутных войск в Командовании боевой подготовки и доктрины Армии США (TRADOC).
С 1998 года был командиром резервной бронетанковой дивизии «Нетив ха-Эш», командуя также курсами командиров рот и батальонов (ивр. קמ"פ-קמ"ג‎). В 2001 году возглавил бронетанковую дивизию «Гааш».
В 2003 году Мизрахи был назначен начальником штаба (ивр. רמ"ט‎) Командования сухопутных войск (ивр. מז"י‎ Ма́зи), а в 2005 году Мизрахи было присвоено звание генерал-майора, и с апреля 2005 по декабрь 2007 года он возглавлял Управление технологии и логистики Генерального штаба армии, в том числе в ходе Второй ливанской войны.
20 декабря 2007 года вступил на пост главы Командования сухопутных войск Армии обороны Израиля.
В феврале 2009 года высказывание Мизрахи послужило причиной дипломатического инцидента: выступая в Командно-штабном колледже Армии обороны Израиля перед аудиторией, включавшей иностранных представителей, Мизрахи критически прокомментировал высказывания премьер-министра Турции Реджепа Тайипа Эрдогана, выразившего резкое осуждение действиям израильской армии во время операции «Литой свинец» в секторе Газа. В своей речи Мизрахи упомянул действия Турции в отношении армянского и курдского населения, а также турецкую оккупацию Северного Кипра. Вследствие данной речи Министерство иностранных дел Турции вручило ноту протеста послу Израиля в Турции. Пресс-служба Армии обороны Израиля заявила в ответ, что слова Мизрахи не представляют официальную позицию армии, а сам Мизрахи был вызван на разъяснительную беседу с Начальником Генштаба Габи Ашкенази.
6 сентября 2009 года передал пост главы Командования сухопутных войск генерал-майору Сами Турджеману, а в октябре 2009 года был назначен Командующим Центральным военным округом. Во время исполнения должности, включающей командование войсками Армии обороны Израиля на Западном берегу реки Иордан, значительно улучшил отношения с еврейскими поселенцами Западного берега, несколько расшатанные при его предшественнике, Гади Шамни. При этом Мизрахи неоднократно выражался и действовал против экстремистских элементов из среды поселенцев.
Мизрахи высказывался о том, что он видит себя кандидатом на пост Начальника Генерального штаба Армии обороны Израиля в будущем, однако его имя не упоминалось среди наиболее вероятных кандидатов сменить Начальника Генштаба Габи Ашкенази в феврале 2011 года.
15 декабря 2011 года было принято решение о назначении бригадного генерала Ницана Алона на пост главы округа на смену Мизрахи. Вследствие предстоящего истечения срока должности имя Мизрахи упоминалось среди имён возможных кандидатов на пост заместителя Начальника Генштаба армии во второй половине 2012 года (должность, на которую в дальнейшем было решено назначить генерал-майора Гади Айзенкота), в связи с чем Мизрахи выражался и о своей готовности представить в будущем кандидатуру на пост Начальника Генштабa.
8 марта 2012 года Мизрахи передал командование округом Алону и вышел в отпуск накануне поездки на учёбу в США. 10 января 2013 года Начальник Генштаба принял заявление Мизрахи о выходе в запас из армии.

### После выхода в запас
В июне 2013 года Мизрахи устроился на должность исполнительного вице-президента по международному маркетингу израильской компании Elbit Systems. В данной должности руководил продажами компании в Индии и Азиатско-Тихоокеанском регионе, а с 2018 года и на израильском рынке. В апреле 2019 года покинул Elbit Systems и был назначен генеральным директором израильской компании UVision Air Ltd, занимающейся разработкой, производством и продажей барражирующих боеприпасов; исполнял эту должность до августа 2024 года.
Также является одним из владельцев израильской девелоперской компании Edmeral Urban Renewal.
В 2018 году также возглавлял комиссию по определению сфер ответственности, полномочий и правил взаимодействия Национального управления по чрезвычайным ситуациям и Командования тыла.
В конце 2018 года имя Мизрахи упоминалось как одного из возможных кандидатов на пост Генерального инспектора Полиции Израиля.
В декабре 2021 года также возглавил израильский совет управления программой Impact! организации Friends of the Israel Defense Forces (FIDF) по предоставлению стипендий демобилизованным солдатам Армии обороны Израиля (Мизрахи входил в число членов данного совета с момента его учреждения в 2002 году). Также является председателем некоммерческого партнёрства выходцев и друзей военных интернатов в Хайфе и Тель-Авиве.
В сентябре 2024 года вошёл в группу бывших офицеров Армии обороны Израиля под руководством генерал-майора запаса Гиоры Айланда, предложившую «План генералов», направленный на усиление давления на группировку ХАМАС в ходе войны в секторе Газа посредством введения полной блокады северной части сектора.
Состоит в рядах движения «Командиры за безопасность Израиля».

### Образование и личная жизнь
За время службы в армии Мизрахи получил степень бакалавра Университета Пейс в Нью-Йорке (в области делового администрирования и информатики).
Женат на Брахе Мизрахи, отец троих детей. Живёт в Зихрон-Яакове.

## Публикации
- ניצן אלון, אבי מזרחי, גדי שמני אלימות המתנחלים מסכנת את ביטחון מדינת ישראל הארץ, 10.1.22 (Ницан Алон, Ави Мизрахи, Гади Шамни, «Насилие поселенцев угрожает безопасности Государства Израиль», «Га-Арец» (10.1.22)) (Архивировано 10 декабря 2022 года.) (иврит)
- אבי מזרחי לסיים את המלחמה, לפגוע באבן הראשה: בין ארבע זירות (Ави Мизрахи, «Завершить войну, ударить по краеугольному камню: между четырьмя театрами военных действий»), Ynet (6.12.24) (Архивная копия от 14 декабря 2024 на Wayback Machine) (иврит)